# Burg Fischhausen
Die Burg Fischhausen ist eine Burg an der Landesstraße 810 von Hooksiel nach Horumersiel in der Gemeinde Wangerland im Landkreis Friesland.

## Geschichte
Die Anfänge der Burg sind in einer Erbteilung des auf der Oldeborg in Wüppels ansässigen Häuptlingsgeschlechts zu suchen; die Burg Fischhausen wurde dann Sitz eines nach ihr benannten Häuptlingsgeschlechtes. Die erste Burg wurde um 1400 durch Matthias von Fischhausen errichtet. Diese Anlage stand offenbar noch 1614 von einem Steinhaus und einem Turm, die nur noch als Vorratshaus dienten, berichtet wurde. Sie sind wohl in dem durch einen Wassergraben abgetrennten, östlichen Teil der Anlage zu lokalisieren. Häuptling Ricklef von Vischhusen, der 1511 die Regierung des Jeverlandes für die unmündigen Töchter Edo Wiemkens d. J. übernahm, errichtete eine neue Burg, später „das alte Steinhaus“ genannt, auf dem Gelände der ehemaligen Vorburg. Sein Lehensnachfolger Boing von Waddewarden erweiterte die Anlage deutlich. Er war ein bedeutender Häuptling im Jeverland. Dessen ebenfalls Boing heißender Enkel errichtete 1578 im rechten Winkel des „alten Steinhaus“ das zweistöckige Wohnschloss mit achteckigem Treppenturm in heutiger Form. 1689 kaufte Lüdeke von Weltzien das Schloss und ließ den aus der Flucht vorspringenden Teil des „alten Steinhaus“ abreißen. Zudem wurde es auf zwei Geschosse verkürzt. 1773 wurde das Schloss in bürgerliche Hände verkauft und diente fortan nur noch als Bauernhof.
Das Schloss ist von einem doppelten Grabensystem von max. 180 × 160 m Größe umgeben. Die Gräben sind ca. 12 m breit. Auf der Innenseite verläuft noch ein ca. 1,50 m hoher Wall. Auf der nord- und der Westseite ist der Graben streckenweise mit Bauschutt verfüllt.
Über den beiden Eingangstüren befinden sich schöne Sandsteinportale. An der Turmtür mit dem Fischhauser Wappen ist die Jahreszahl 1578 zu sehen. Einst gehörten 14 Marschstellen zum Besitz des Gutes Fischhausen. Heute ist die Burg Fischhausen in Privatbesitz (Familie Schiersch) und für die Öffentlichkeit nicht zugänglich.
Die Umgebung der Burg wurde 1980 als Naturschutzgebiet Fischhausen unter Naturschutz gestellt.